# Anna Přemyslovna
Anna Přemyslovna (15. října 1290 Praha – 3. září 1313 Korutany) byla česká královna, korutanská vévodkyně a tyrolská hraběnka z dynastie Přemyslovců. V roce 1306 byla svým bratrem Václavem III. provdána za korutanského vévodu Jindřicha.

## Život

### Původ a dětství

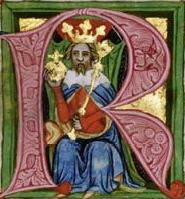
Miniatura Václava II. ve Zbraslavské kronice

Narodila se 15. října 1290 jako nejstarší přeživší dcera českého krále Václava II. a Guty, dcery Rudolfa I. Habsburského. O matku přišla už v roce 1297. Na Anninu výchovu měl vliv pravděpodobně klášter svatého Jiří na Pražském hradě, jehož abatyší na přelomu 13. a 14. století byla Annina teta Kunhuta.

### Sňatek

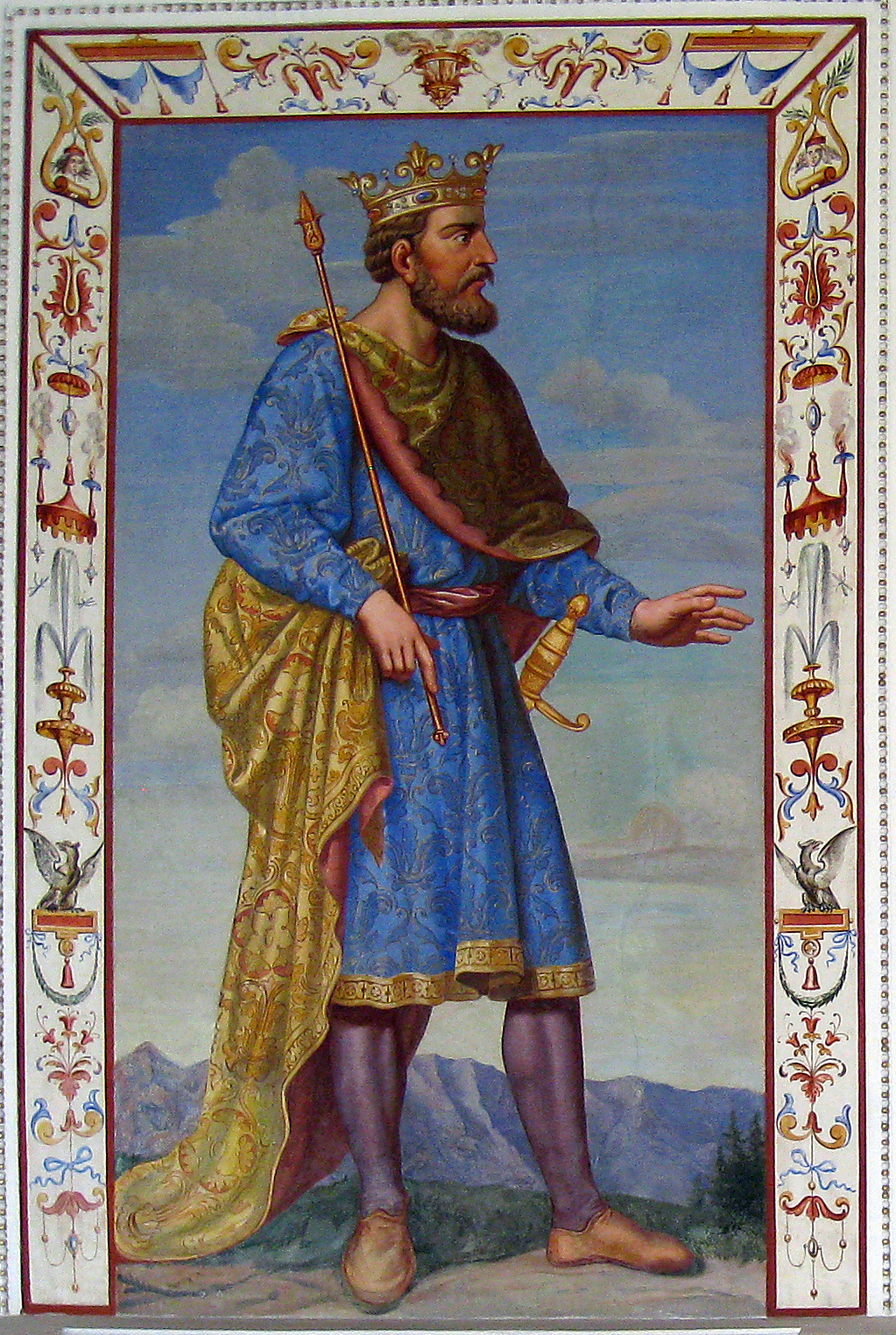
Podobizna Jindřicha Korutanského na zdi ve Španělském sále na zámku v Ambrasu u Innsbrucku

V roce 1304 římskoněmecký král Albrecht Habsburský začal připravovat tažení do Čech proti svému protivníkovi Václavovi II., Annině otci. Účast na tomto plánovaném tažení však odmítl Albrechtův švagr a korutanský vévoda Jindřich, což vedlo k jeho roztržce s Habsburky. Z jakého důvodu tak Jindřich učinil, není známo, možná kvůli svému chystanému sňatku právě s dcerou Václava II. Annou. Vzhledem k tomu, že žádné doklady o kontaktu korutanského a českého dvora z té doby neexistují, dojednal však Jindřich svůj sňatek s Annou zřejmě až později.
Albrechtovo tažení do Čech na přelomu let 1304 a 1305 nakonec skončilo naprostým fiaskem, pročež se Jindřich Korutanský okamžitě připojil na stranu Václava II. Za odměnu mu český král přislíbil svou dceru Annu, což zprostředkoval patrně dolnobavorský vévoda Ota III. Albrecht se na poslední chvíli pokusil spojenectví Jindřicha Korutanského s Přemyslovci zvrátit, avšak neuspěl. Podle kronikáře Otakara Štýrského Václav II. Korutance přilákal na svou stranu zejména tím, že mu přislíbil navrátit listiny, o něž se opíral nárok Přemyslovců na Korutany a Kraňsko. Jednalo se o takzvanou Poděbradskou smlouvu. Sňatek s Annou Přemyslovnou byl pro Jindřicha mimořádně prestižní událostí, který ho povznesl do vyšších sfér. Václav II. ještě téhož roku zemřel a na český trůn nastoupil jeho syn Václav III.

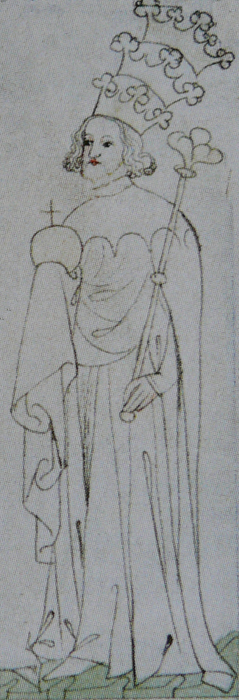
Václav III. (Zbraslavská kronika)

Datum sňatku Anny Přemyslovny s Jindřichem Korutanským bylo stanoveno na únor roku 1306. Jindřich se do Čech s četným doprovodem vypravil brzy po Vánocích. Svatba se odehrála 13. února 1306 patrně na Pražském hradě. Nic bližšího o jejím průběhu není známo. Anna od svého bratra Václava III. dostala věnem deset tisíc hřiven stříbra, což nebyla příliš vysoká částka. Pro Jindřicha ale bylo důležité především to, že se oženil s dcerou krále. Novomanželé se následně vydali do Korutan. Cestou se stavili na dvoře dolnobavorských vévodů v Landshutu, za jejichž přítomnosti se Jindřich 28. února zavázal, že Anně zastaví majetek v hodnotě 31 tisíc hřiven stříbra, z čehož deset tisíc hřiven činilo Annino věno, 6 tisíc hřiven Jindřichův jitřní dar a zbytek představoval jeho svatební dar. Smlouva dále ustanovovala, že v případě Jindřichově smrti může Anna s těmito zástavami volně nakládat. Pokud by se Anna po smrti svého chotě chtěla znovu vdát, mají Jindřichovi nástupci majetky odkoupit, pokud tak neučiní, může je Anna prodat sama. Všichni přítomni v Landshutu zároveň přislíbili, že pokud Anna ovdoví, zajistí, aby zmíněné statky skutečně dostala. Během Jindřichova života se totiž nepočítalo s tím, že by s nimi Přemyslovna mohla samostatně disponovat.

### Poprvé královnou
V červenci 1306 se Annin bratr Václav III. vypravil na tažení do Polska a vládu v Čechách dočasně předal Jindřichovi Korutanskému. Dne 4. srpna 1306 při shromažďování vojska v Olomouci však rukou neznámého vraha zahynul. Poněvadž zemřel bez mužského potomka, země se náhle ocitla bez krále. Pretendentem českého trůnu se automaticky stal Jindřich Korutanský. K Přemyslovcům ho totiž pojilo manželství s Annou. Václav III. Jindřichovi Korutanskému před svým odjezdem na Moravu navíc svěřil vládu v Čechách. Josef Šusta i navzdory tvrzení Zbraslavské kroniky soudil, že Jindřich a Annou v době olomoucké vraždy v Čechách nepobývali.
| „                     | Silný královský rod byl přemožen uštknutím smrti zcela, neb potomek mužský tu žádný na světě nezbyl. Zůstaly toliko svazky, jež pohlaví ženského byly. Sirý národe český, pěj proto žalozpěv smutný. Sklíčen tu leží, hle, král český, přemožen smrtí: běda, tvůj rodný král, jaký nikdy už nebude dán ti. Právem, království, lkáš: neb králů českých již sedmi, Ejhle, zbaveno jsi a ovdovělo jsi bídně. | “ |
| — Zbraslavská kronika | |   |

Do Prahy se na sklonku srpna začali sjíždět čeští šlechtici, aby na zemském sněmu zvolili nového českého krále. Při této volbě zásadní roli snad hrálo privilegium o nástupnictví žen na český trůn, které kolem roku 1265 údajně vydal římskoněmecký král Richard Cornwallský pro svého spojence českého krále Přemysla Otakara II. V otázce, zda tato listina skutečně existovala, mezi historiky nepanuje konsensus. Vratislav Vaníček, Josef Šusta, Václav Novotný, Irena Prokopová a částečně i Marek Starý pokládají toto privilegium za skutečné, což připouští i Kateřina Telnarová. Jeho existenci oproti nim popírá Martin Wihoda, jenž ho považuje za podvrh Jindřichových stoupenců. Tato listina by totiž zcela ospravedlňovala nárok Jindřicha Korutanského na český trůn.

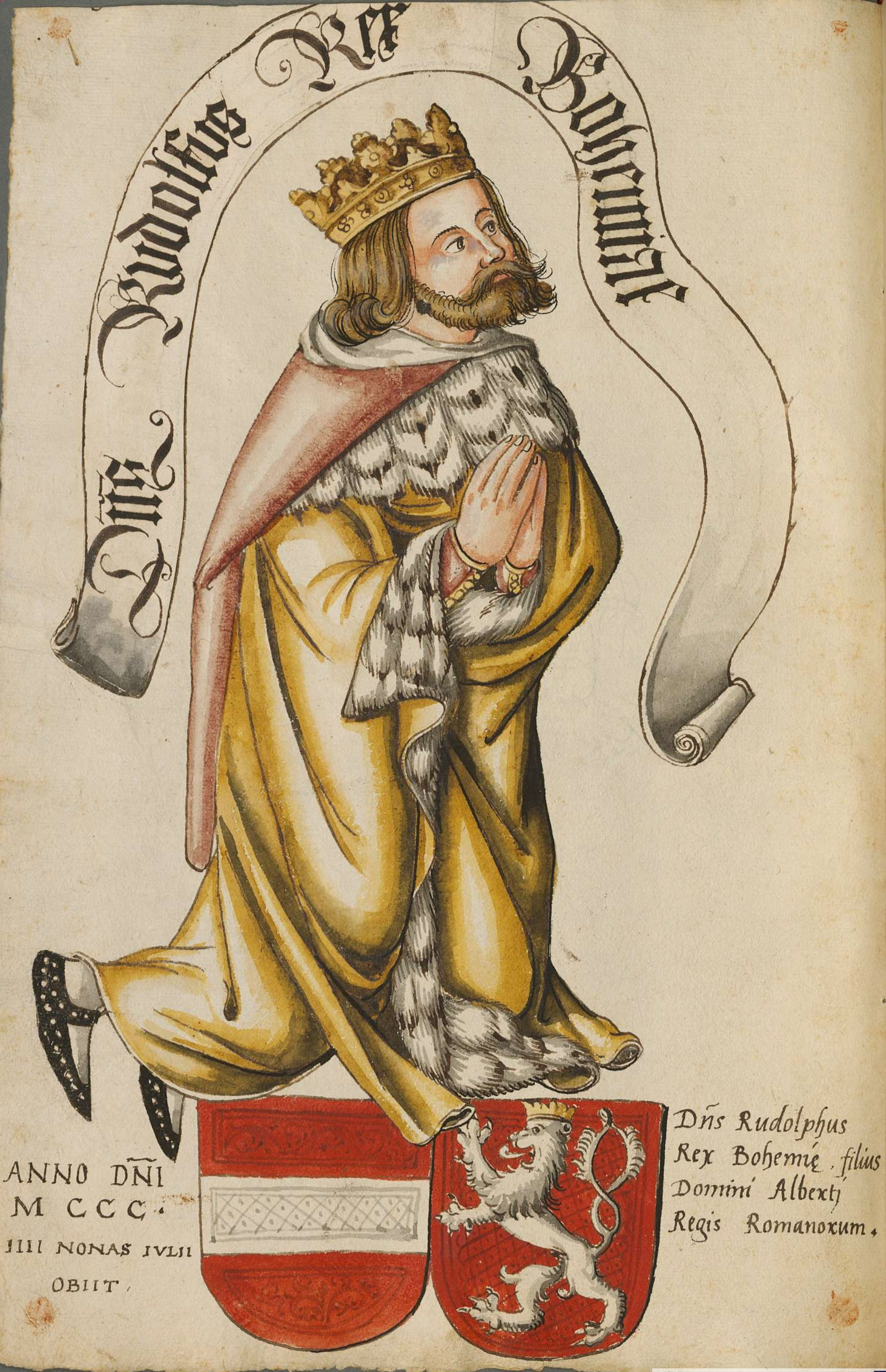
Rudolf Habsburský (fiktivní portrét ze 16. století)

O jednání zemského sněmu v Praze se dochovaly pouze kusé zprávy. Bylo na něm zřejmě přečteno zmíněné privilegium Richarda Cornwallského, ať už se jednalo o podvrh, nebo ne. Kronikář Petr Žitavský ve své Zbraslavské kronice mluví také o tom, že Jindřich Korutanský se těšil široké podpoře v celých Čechách. Podle Přibíka Pulkavy z Radenína Anna spolu se svými sestrami Eliškou a Markétou poklekly před zemský sněm a prosily, aby byla uznána jejich dědická práva. Není vyloučené, že si Přibík tuto emocionálně vypjatou scénu vymyslel.
Na sněmu se ovšem objevila i strana druhá, jež zpochybnila dědická práva Přemysloven a požadovala, aby česká koruna byla udělena rakouskému vévodovi a synovi římskoněmeckého krále Albrechta Rudolfovi. Větší část panstva však nakonec podpořila korutanskou kandidaturu, a tak byl začátkem září 1306 Jindřich Korutanský provolán českým králem a Anna Přemyslovna českou královnou. Na cestě za českou korunou však byli už i Habsburkové. Na sklonku srpna v Norimberku Albrecht Habsburský vydal listinu žádající české pány, aby za českého krále zvolili jeho syna Rudolfa. Po zvolení Jindřicha českým králem Albrecht České království prohlásil za odumřelé léno spadlé na říši a spolu s Rudolfem a s vojskem překročil české hranice. Ačkoli se Jindřich Korutanský v zahraničí pokoušel získat spojence, v připravovaném boji s Habsburky ho nepodpořili čeští páni, kteří se postupně přidali na habsburskou stranu. Jindřich Korutanský tak brzy poznal, že situace je pro něj ztracena, a ze strachu, aby nepadl do nepřítelových rukou, s Annou tajně opustil Prahu i Čechy. Přes území dolnobavorského vévody Štěpána se následně odebrali zpět do Tyrol. Kdy k tomuto útěku došlo, není jisté. Buď v druhé polovině září, nebo v první polovině října. Anna odchod z Čech zřejmě nesla velmi těžce. Podle Roberta Antonína Jindřich situaci na podzim 1306 sice zcela jistě podcenil, ale hlavním důvodem, proč z Čech odešel, podle něj patrně nebyla zbabělost. Po návratu do Tyrol Anna ani Jindřich patrně nepomýšleli na obnovu své vlády v Čechách. Neodvážili se ani nadále využívat titulu českého krále a královny. Anna se nazývala pouze dědičkou Českého království. Do dalšího vývoje politické situace v Čechách zároveň neměli šanci zasahovat.

### Podruhé královnou

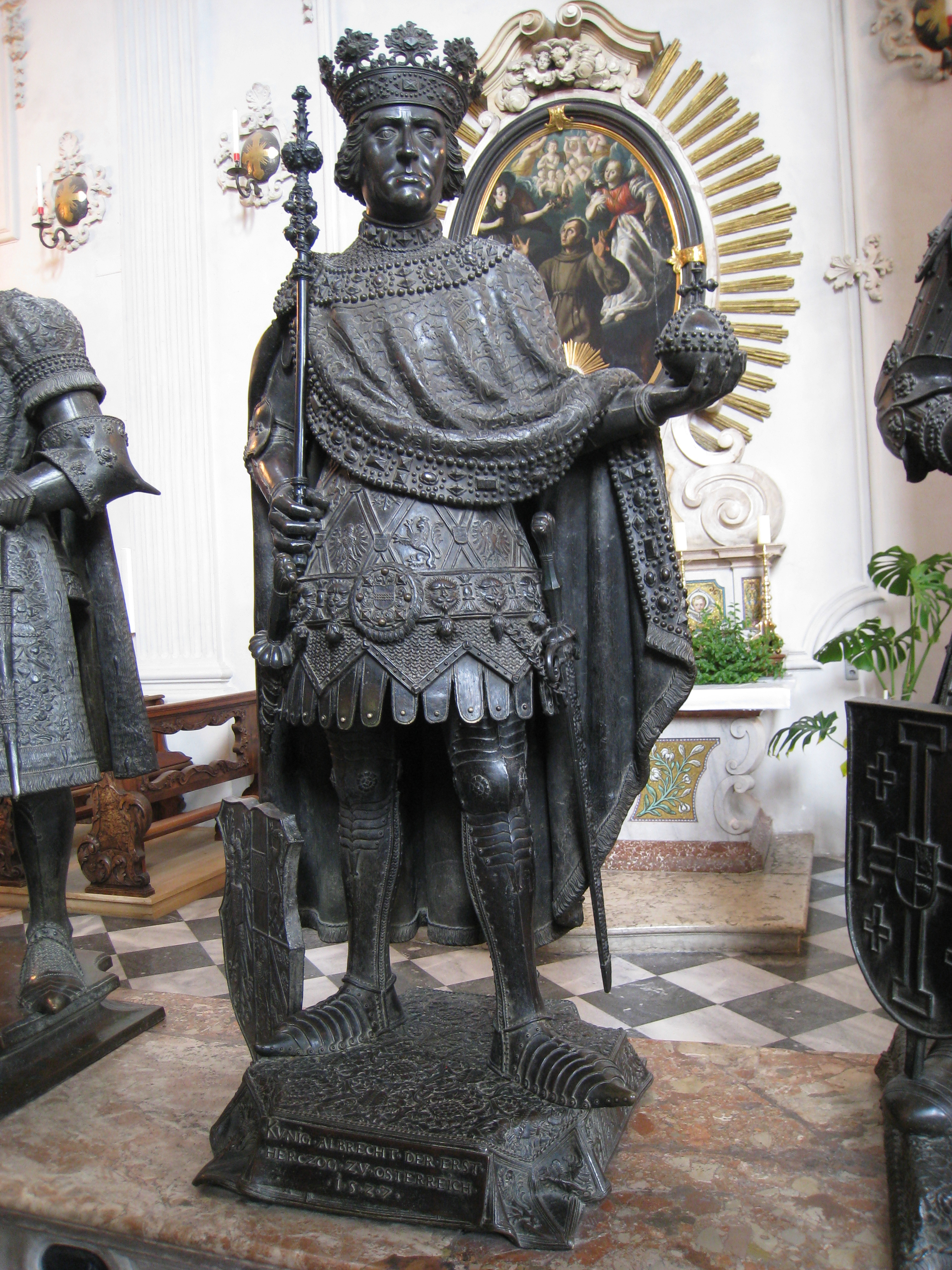
Socha Albrechta Habsburského

Po vyhnání Jindřicha a Anny z Čech byl z popudu Albrechta Habsburského dne 16. října 1306 českým králem slavnostně zvolen jeho syn Rudolf Habsburský, který ale již 3. července 1307 podlehl při obléhání Horažďovic úplavici (údajně), čímž začalo nové kolo zápasů o český trůn.
Ještě v červenci toho roku do jihozápadní Moravy sice vpadla vojska Rudolfova bratra Fridricha I. Sličného, jemuž ale neotevřelo své brány město Znojmo. Zatímco Fridrich proto začal vyjednávat s moravskými pány, v Čechách vypukly rozbroje a zmatky. Moci se nejprve sice chopili prohabsbursky orientovaní šlechtici i patricijové, po vraždě Dobeše z Bechyně v Praze ale vypuklo povstání prokorutanských patricijů a šlechticů, které odstranilo většinu přívrženců habsburské kandidatury a zajistilo tak předání české koruny Jindřichovi Korutanskému. Jindřich podporovaný Štěpánem Dolnobavorským se do Čech vypravil s malou družinou. Svou mladou choť Annu však zanechal v Tyrolích. Pražané korutanského vévodu uvítali velmi radostně. Dne 15. srpna se Jindřich opět chopil vlády a břevnovský opat Pavel Bavor ho bez Anniny přítomnosti provizorně korunoval biskupskou mitrou.
Ani Habsburkové se ovšem stále nevzdávali české koruny. Na počátku září 1307 do Čech vpadlo vojsko Albrechta Habsburského. Toto tažení skončilo víceméně neúspěšně a říšská vojska zachránila jenom města Anniny macechy Elišky Rejčky, kterou Anna ani její sestry neměly zrovna v oblibě. Římskoněmecký král se v říjnu 1307 odebral z Čech zpět do německých zemí. Anna mezitím pobývala v Tyrolsku, kde její život neprobíhal zrovna idylicky. Válka Menhardovců s Habsburky se totiž odehrávala i v Jindřichově rodném Tyrolsku a Korutanech, kam v srpnu 1307 s řadou spojenců vpadly jednotky štýrského zemského hejtmana Oldřicha z Wallsee. Jindřichův bratr Ota sice dokázal ubránit Lublaň, do rukou útočníků ale padly Sankt Veit, Klagenfurt, Völkermarkt a další významné opěrné body moci korutanských vévodů. Tyto dramatické události Annu donutily, aby se na podzim 1307 znovu vrátila do Čech a po boku svého muže vystupovala jako česká královna.
I přesto, že Jindřich s Annou v Čechách dosáhli mnoha úspěchů, jejich pozice byla stále velmi vratká. Korutanec totiž ztratil oporu i ve svých rodových državách, krutě vydrancovaných říšskými vojsky. Dostal se rovněž do velké finanční tísně a byl proto závislý pouze na českých patricijích a pánech, kteří bezohledně využívali jeho bezmocnosti. Při přípravách na další tažení do Čech byl 1. května 1308 římskoněmecký král Albrecht Habsburský zavražděn svým synovcem Janem Parricidou. Albrechtova smrt přinesla náhlé ukončení bojů mezi Menhardovci a Habsburky a v Čechách byla neskrývavě oslavována. Nadšeně tuto zprávu jistě přijala i Anna Přemyslovna. Fridrich Habsburský se po otcově smrti získat českou korunu dále nepokoušel a tak se s Jindřichem v srpnu 1308 usmířil.

### Pád

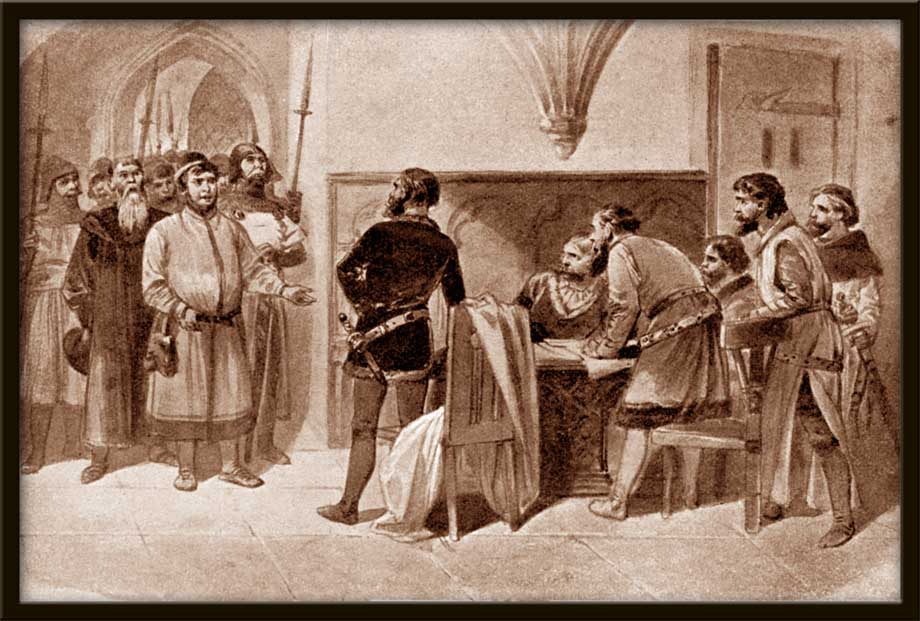
Emil Zillich, Zajetí pánů českých v klášteře Sedleckém

Ani po usmíření Jindřicha Korutanského s Habsburky se postavení královských manželů v Čechách nezlepšilo, ba spíše naopak. Faktické moci v království se chopila silná panská klika, tvořená zejména Jindřichem z Lipé, Janem z Vartenberka, Jindřichem Berkou z Dubé, Rajmundem z Lichtenburka, Petrem Andělovem, Jenslinem z Rosenthalu a patricijem Wolframem. Vláda šlechtické kotérie budila však v řadách měšťanů značný odpor. Nespokojenci v čele Peregrinem Pušem, Mikulášem Thusintmarkem, Jakubem od Věže a Ruthardovci vládnoucí pány v únoru 1309 zajali a zlikvidovali jejich oligarchickou vládu. Poté, co propustili Jindřicha z Lipé, páni vzbouřence ale porazili. Jindřich Korutanský i Anna Přemyslovna všechny tyto dramatické události sledovali jen zpovzdálí z Hradu a nemohli do nich nijak zasáhnout. Anna Přemyslovna si katastrofální postavení svého chotě v Čechách patrně uvědomovala. Jako pokračovatelka rodu Přemyslovců sice zůstávala oporou Jindřichova práva na českou korunu, nemohla mu ale nijak pomoct.

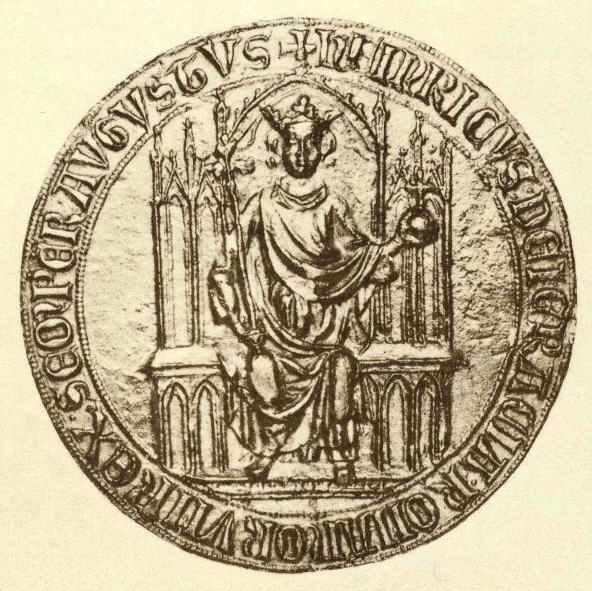
Královská pečeť Jindřicha VII.

V listopadu 1308 byl novým římskoněmeckým králem zvolen Jindřich VII. Lucemburský. Postupem času se mezi odpůrci českého krále Jindřicha Korutanského začaly objevovat návrhy na panovníka, který by ho měl nahradit na českém trůně. Z jejich řad proto postupně začala krystalizovat prolucemburská opozice, jež si za cíl vzala na český trůn místo Jindřicha Korutanského dosadit Jana Lucemburského, mladičkého syna nového římského krále Jindřicha VII. Jan se podle jejich plánů měl oženit s dcerou Václava II. Eliškou Přemyslovnou. Tento úmysl měl své zastánce mezi šlechtou, preláty i patriciátem. V jejich čele stanuli cisterciáčtí opati – opat sedleckého kláštera Heidenreich a opat zbraslavského kláštera Konrád z Erfurtu. Důvod, proč se tito muži přidali do prolucemburské opozice, lze spatřovat v kořistnické politice Jindřicha Korutanského vůči cisterciáckým klášterům. Protože Eliška Přemyslovna se záměrem cisterciáckých opatů souhlasila, došlo k jejímu rozkolu s Annou Přemyslovnou, která neustávala v podpoře vlády svého muže. Předtím však udržovaly obě sestry mezi sebou velmi vřelé vztahy.

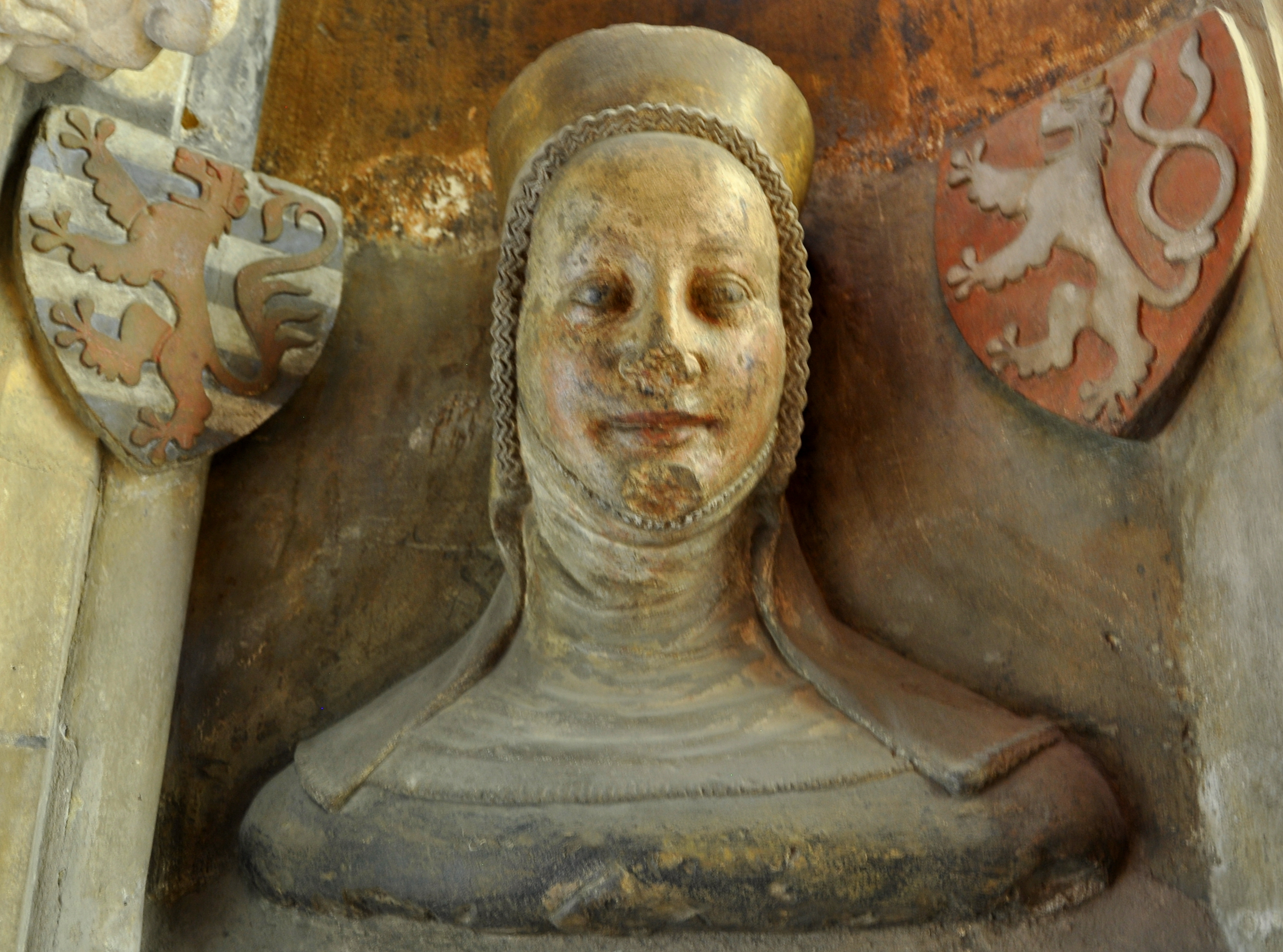
Busta Elišky Přemyslovny ve svatovítské katedrále

Když se Anna a Jindřich dozvěděli o plánu cisterciáckých opatů provdat Elišku Přemyslovnu za Jana Lucemburského, rozhodli se, že Elišce ve sňatku s Lucemburkem zabrání. Pokusili se ji proto násilím vdát za nevýznamného míšeňského barona Otu z Bergova. Eliška se tomuto nerovnému sňatku samozřejmě bránila. V reakci na to 28. května z Pražského hradu tajně uprchla na Vyšehrad, kde na ni čekal Jan z Vartenberka, jenž ji následně doprovodil do Nymburku. Podle vyprávění Petra Žitavského se Anna svou sestru dokonce pokusila otrávit, což se však jeví jako velmi nepravděpodobné. Petr mluví rovněž o tom, že Anna proti Elišce rozpoutala vlnu všemožných pomluv.
Eliška se poté za Jana Lucemburského skutečně vdala a Lucemburkové ovládli české země. Jindřich s Annou podruhé utekli do Korutan. Tím se přetrhala poslední pouta mezi sestrami Annou a Eliškou, které již neskrývaly svou nenávist. Anna se do své vlasti již nikdy nevrátila. Zemřela bezdětná v září 1313 ve věku 23 let na jednom z korutanských hradů. Byla pohřbena v chóru dominikánského klášterního kostela v Bolzanu.

## Vývod z předků
|                  |                            |  |                       |                           |  |  |  |  |  |  |  | Přemysl Otakar I. |
|                  |                            |  |                       |                           |  |  |  |  |  |  |  |                   |
|                  | Václav I.                  |  |                       |                           |  |  |  |  |  |  |  |                   |
|                  |                            |  |                       |                           |  |  |  |  |  |  |  |                   |
|                  |                            |  |                       | Konstancie Uherská        |  |  |  |  |  |  |  |                   |
|                  |                            |  |                       |                           |  |  |  |  |  |  |  |                   |
|                  | Přemysl Otakar II.         |  |                       |                           |  |  |  |  |  |  |  |                   |
|                  |                            |  |                       |                           |  |  |  |  |  |  |  |                   |
|                  |                            |  |                       | Filip Švábský             |  |  |  |  |  |  |  |                   |
|                  |                            |  |                       |                           |  |  |  |  |  |  |  |                   |
|                  | Kunhuta Štaufská           |  |                       |                           |  |  |  |  |  |  |  |                   |
|                  |                            |  |                       |                           |  |  |  |  |  |  |  |                   |
|                  |                            |  |                       | Irena Angelovna           |  |  |  |  |  |  |  |                   |
|                  |                            |  |                       |                           |  |  |  |  |  |  |  |                   |
|                  | Václav II.                 |  |                       |                           |  |  |  |  |  |  |  |                   |
|                  |                            |  |                       |                           |  |  |  |  |  |  |  |                   |
|                  |                            |  |                       | Michal Černigovský        |  |  |  |  |  |  |  |                   |
|                  |                            |  |                       |                           |  |  |  |  |  |  |  |                   |
|                  | Rostislav Haličský         |  |                       |                           |  |  |  |  |  |  |  |                   |
|                  |                            |  |                       |                           |  |  |  |  |  |  |  |                   |
|                  |                            |  |                       | Helena Haličská           |  |  |  |  |  |  |  |                   |
|                  |                            |  |                       |                           |  |  |  |  |  |  |  |                   |
|                  | Kunhuta Uherská            |  |                       |                           |  |  |  |  |  |  |  |                   |
|                  |                            |  |                       |                           |  |  |  |  |  |  |  |                   |
|                  |                            |  |                       | Béla IV.                  |  |  |  |  |  |  |  |                   |
|                  |                            |  |                       |                           |  |  |  |  |  |  |  |                   |
|                  | Anna Uherská               |  |                       |                           |  |  |  |  |  |  |  |                   |
|                  |                            |  |                       |                           |  |  |  |  |  |  |  |                   |
|                  |                            |  |                       | Marie Laskarina           |  |  |  |  |  |  |  |                   |
|                  |                            |  |                       |                           |  |  |  |  |  |  |  |                   |
| Anna Přemyslovna |                            |  |                       |                           |  |  |  |  |  |  |  |                   |
|                  |                            |  |                       |                           |  |  |  |  |  |  |  |                   |
|                  |                            |  | Rudolf II. Habsburský |                           |  |  |  |  |  |  |  |                   |
|                  |                            |  |                       |                           |  |  |  |  |  |  |  |                   |
|                  | Albrecht IV. Habsburský    |  |                       |                           |  |  |  |  |  |  |  |                   |
|                  |                            |  |                       |                           |  |  |  |  |  |  |  |                   |
|                  |                            |  |                       | Anežka Štaufská           |  |  |  |  |  |  |  |                   |
|                  |                            |  |                       |                           |  |  |  |  |  |  |  |                   |
|                  | Rudolf I. Habsburský       |  |                       |                           |  |  |  |  |  |  |  |                   |
|                  |                            |  |                       |                           |  |  |  |  |  |  |  |                   |
|                  |                            |  |                       | Ulrich z Kyburgu          |  |  |  |  |  |  |  |                   |
|                  |                            |  |                       |                           |  |  |  |  |  |  |  |                   |
|                  | Hedvika z Kyburgu          |  |                       |                           |  |  |  |  |  |  |  |                   |
|                  |                            |  |                       |                           |  |  |  |  |  |  |  |                   |
|                  |                            |  |                       | Anna ze Zähringenu        |  |  |  |  |  |  |  |                   |
|                  |                            |  |                       |                           |  |  |  |  |  |  |  |                   |
|                  | Guta Habsburská            |  |                       |                           |  |  |  |  |  |  |  |                   |
|                  |                            |  |                       |                           |  |  |  |  |  |  |  |                   |
|                  |                            |  |                       | Burkhard IV. z Hohenbergu |  |  |  |  |  |  |  |                   |
|                  |                            |  |                       |                           |  |  |  |  |  |  |  |                   |
|                  | Burkhard III. z Hohenbergu |  |                       |                           |  |  |  |  |  |  |  |                   |
|                  |                            |  |                       |                           |  |  |  |  |  |  |  |                   |
|                  |                            |  |                       | Wilipirg z Aichelbergu    |  |  |  |  |  |  |  |                   |
|                  |                            |  |                       |                           |  |  |  |  |  |  |  |                   |
|                  | Gertruda z Hohenbergu      |  |                       |                           |  |  |  |  |  |  |  |                   |
|                  |                            |  |                       |                           |  |  |  |  |  |  |  |                   |
|                  |                            |  |                       | Rudolf II. z Tübingenu    |  |  |  |  |  |  |  |                   |
|                  |                            |  |                       |                           |  |  |  |  |  |  |  |                   |
|                  | Mechtilda z Tübingenu      |  |                       |                           |  |  |  |  |  |  |  |                   |
|                  |                            |  |                       |                           |  |  |  |  |  |  |  |                   |
|                  |                            |  |                       | ?                         |  |  |  |  |  |  |  |                   |
|                  |                            |  |                       |                           |  |  |  |  |  |  |  |                   |